# Риф Крузенштерна
Риф Крузенштерна (англ. Krusenstern Reef) — риф-призрак в Тихом океане к югу от атолла Мидуэй. Открыт 11 октября 1805 года Юрием Фёдоровичем Лисянским и назван им же по имени И. Ф. Крузенштерна. По названию этого рифа Подветренные Гавайские острова также назывались островами, или рифами Крузенштерна (англ. Krusenstern Islands or Krusenstern Reef). Наносился на карты под 22°20′ с. ш. 175°50′ з. д. или под 22°15′ с. ш. 175°37′ з. д.. Был удалён с карт после 1923 г.